# Cour de cassation (Arménie)
Pour les articles homonymes, voir Cour de cassation.
La Cour de cassation de la République d'Arménie ( arménien : Հայաստանի վճռաբեկ դատարան) est la plus haute juridiction du système judiciaire à trois niveaux en Arménie. La Cour, créée en 1998, est situé à Erevan.

## Histoire
La Cour a été fondée le 10 juillet 1998. Conformément à l'article 171 de la Constitution arménienne, c'est la plus haute juridiction d'Arménie, sauf dans le domaine de la justice constitutionnelle, dans lequel la Cour constitutionnelle d'Arménie conserve son autorité.
À partir de 2015, la Cour voit sa compétence, jusqu'alors limitée à l'application de la loi, étendue à toutes les normes juridiques.

## Compétence
La Cour de cassation a été créée pour superviser la promotion ces droits de l’homme en Arménie et lutter contre la corruption. Elle vise à éliminer les violations des droits de l’homme, à réviser les décisions juridictionnelle, à contribuer au renforcement du système juridique national et à protéger l’intégrité de l’ État de droit dans le pays.
La Cour de cassation veille à l’harmonie de la législation nationale et des pratiques juridiques avec les positions juridiques et les approches adoptées par la Cour constitutionnelle d’Arménie et la Cour européenne des droits de l’homme sur l’interprétation de la Convention européenne des droits de l’homme et des libertés fondamentales. Elle élabore également des réglementations législatives et les met en conformité avec les normes internationales.

## Composition et fonctionnement
La Cour de cassation arménienne compte actuellement 24 juges répartis en quatre chambre : une chambre civile (6 membres), une chambre criminelle (4 membres), une chambre administrative (5 membres), et d'une chambre anti-corruption (9 membres). Cette dernière chambre est elle-même divisée en une formation civile et une formation pénale composée de quatre juges chacune.
Le 9 février 2021, Lilit Zelim Tadevosyan, par ailleurs juge à la chambre criminelle de la Cour de cassation, est élue à la tête de l'institution par l'Assemblée nationale arménienne. Depuis le 21 octobre 2021, le personnel de la Cour est dirigé par Filip Ghazar Ghazaryan.
- Présidente de la Cour de cassation : Lilit Zelim Tadevosyan (9 février 2021) ;

- Président de la chambre civile : Gor Gagik Hakobyan (depuis le 2 mai 2023)[8]
- Président de chambre criminelle : Hamlet Norik Asatryan (18 février 2021-18 février 2027)[9]
- Président de la chambre administrative Hovsep Levon Bedevyan (14 septembre 2021)[10]
- Président de la chambre anti-corruption Arthur Razmik Davtyan (3 mars 2023-3 mars 2029)[11]

## Coopération internationale
Depuis 2017, la Cour de cassation est membre du Réseau des juridictions supérieures de la Cour européenne des droits de l’homme. La Cour coopère également avec l’Union européenne pour la mise en œuvre des meilleures pratiques.
Le 7 juin 2022, les membres de la Cour ont tenu des discussions de haut niveau avec des représentants du Conseil de l’Europe.
Le 14 juin 2022, la Cour a organisé une réunion avec le président de la Cour de l'Union économique eurasienne.
Le 20 février 2023, la Cour a présidé la séance d'organisation inaugurale du Conseil des présidents des cours suprêmes des membres participants de la Communauté des États indépendants.
Le 3 mai 2023, les membres de la Cour ont rencontré des responsables de l’ambassade des États-Unis en Arménie.

## Voir également
- Système juridique de l'Arménie
- Cour suprême
- Ministère de la Justice d'Arménie
- Politique de l'Arménie
- Procureur général d'Arménie